# Малый Дивлин
Малый Дивлин (укр. Малий Дивлин) — село на Украине, основано в 1861 году, находится в Лугинском районе Житомирской области.
Код КОАТУУ — 1822881304. Население по переписи 2001 года составляет 190 человек. Почтовый индекс — 11332. Телефонный код — 4161. Занимает площадь 1,12 км².

## Адрес местного совета
11331, Житомирская область, Лугинский р-н, с.Великий Дивлин, ул.Ленина, 45